# Franz Xaver Lössl

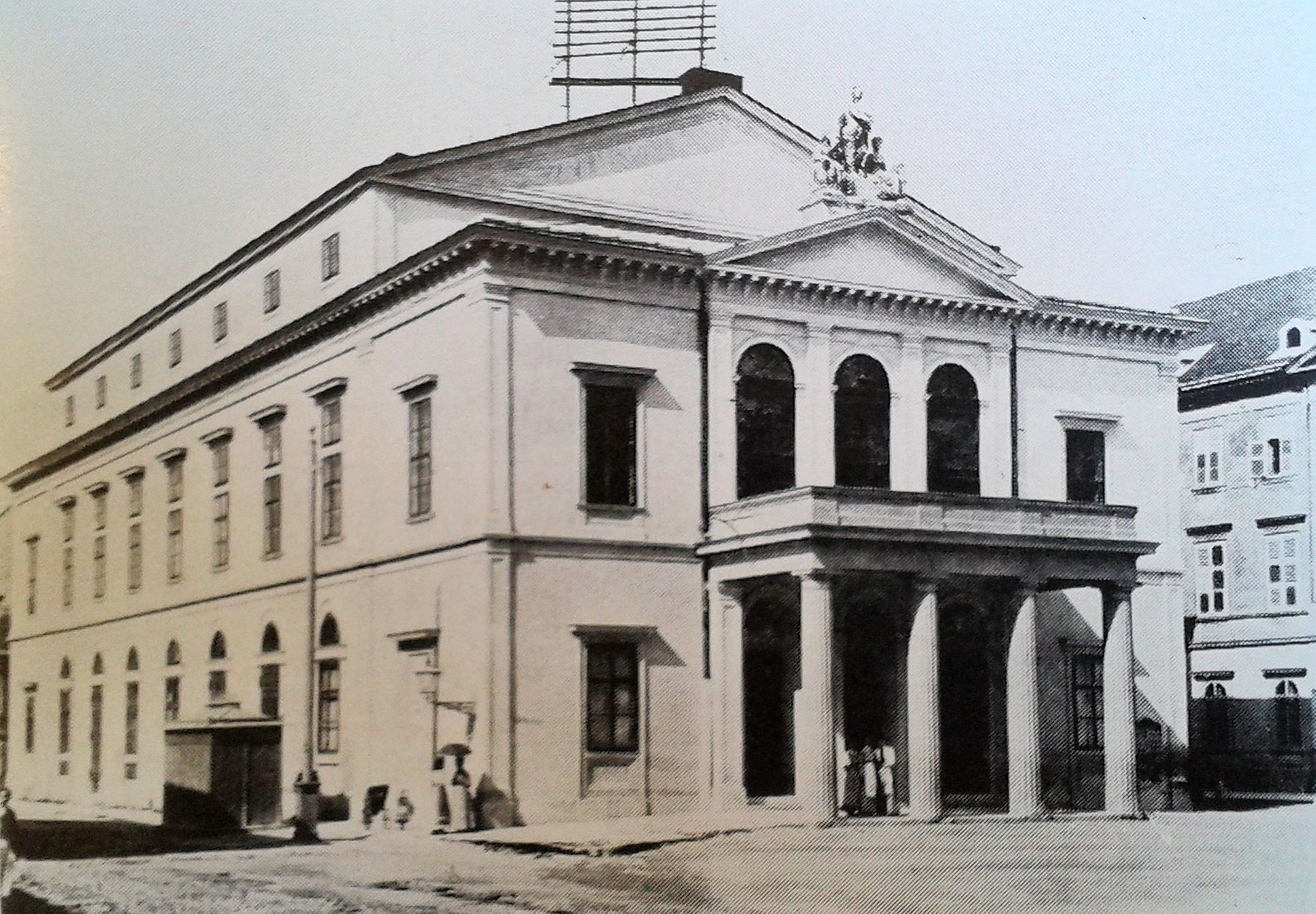
A soproni színház Lössl által 1840-ben tervezett épülete

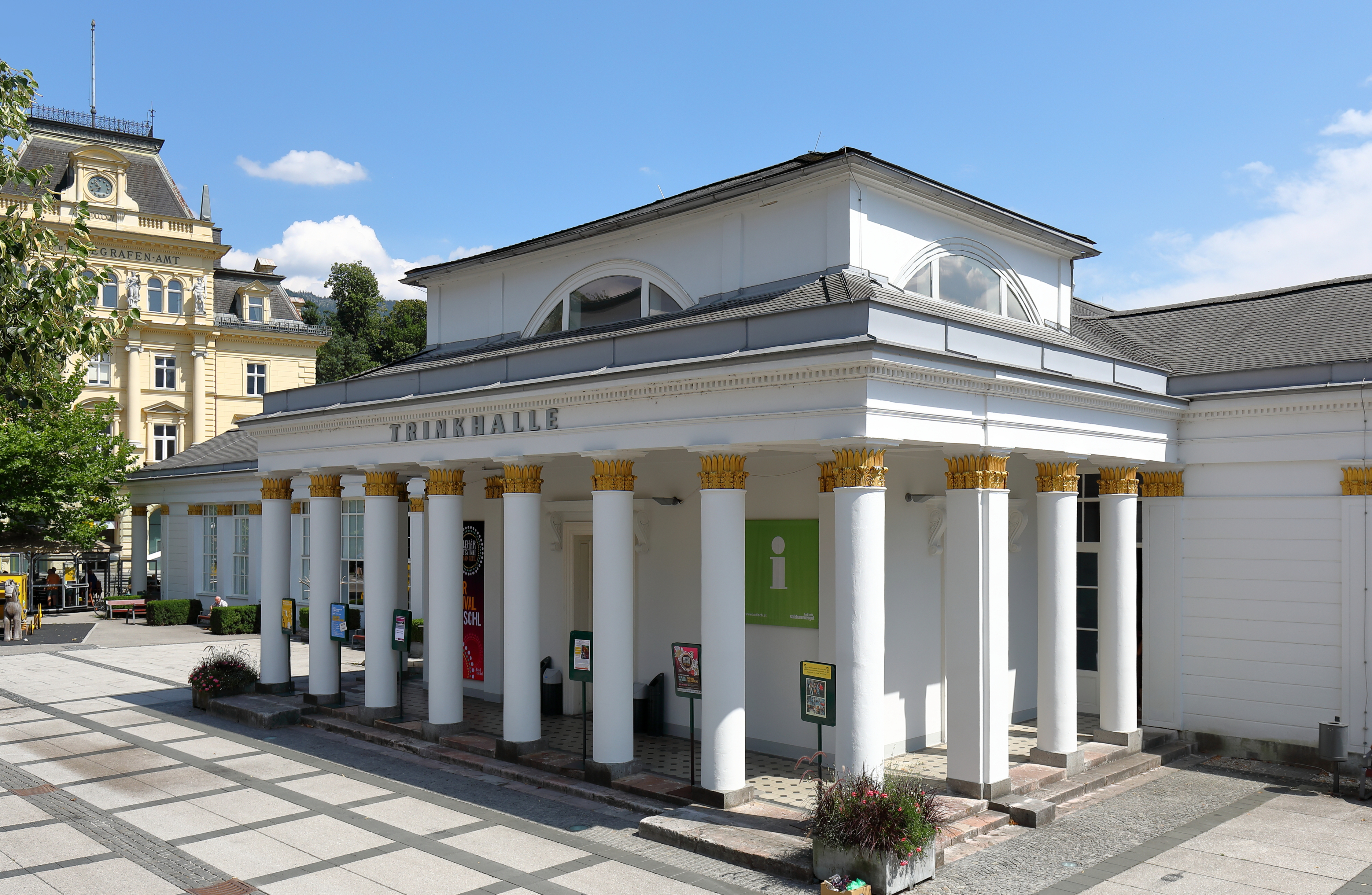
Az ivócsarnok, Bad Ischlben

Franz Lössl (teljes nevén Franz Xaver Lössl) (Brno, 1801. szeptember 26. – Mixnitz, 1885. április  25.) osztrák építész. Nyugat-Magyarországon is dolgozott.

## Életpályája
Franz Xaver Lössl a bécsi Akademie der bildenden Künste hallgatója, majd a műszaki egyetemen   Peter von Nobile tanítványa volt. 1825 és 1829 között magánzóként élt Rómában. Építészként a  klasszicizmus és a biedermeier képviselője volt; meg kellett érnie, hogy hosszú  élete során a közízlés megváltozott. 

## Művei (válogatás)
- 1829 - 1831: Ivócsarnok (Trinkhalle), Bad Ischl
- 1830: A bécsi Gesellschaft der Musikfreunde első koncertterme
- 1838: Altmannsdorfer Kirche
- 1840: Színházépület Sopronban